# THE AWAKENING:WRITTEN IN THE STARS
『THE AWAKENING：WRITTEN IN THE STARS』（ジ・アウェイクニング リトゥン イン スターズ）は、CRAVITYのスタジオアルバムパート1。2021年8月19日にSTARSHIPエンターテインメントからリリースされ、Kakao Mにて販売された。

## 概要
2021年8月19日、タイトル曲「Gas Pedal」のミュージック・ビデオを公開。同曲は、止まらない9人のメンバーたちの成長の模様を「加速するペダル」というテーマで表現された曲で盛り上がる構成となっている。

## チャート成績
ガオンアルバム週間チャート3位を獲得した。

## 収録曲
1. Intro: New Horizon［1:01］
  - 作曲：PCDC
  - 編曲：PCDC
2. Gas Pedal［3:17］
  - 作詞：PCDC、Samuel Ku、Eddiesupa、Serim、Allen
  - 作曲：PCDC、Samuel Ku、Eddiesupa
  - 編曲：PCDC
3. Veni Vidi Vici［3:30］
  - 作詞：PCDC
  - 作曲：PCDC
  - 編曲：PCDC
4. Chinga-Linga［3:52］
  - 作詞：PCDC
  - 作曲：PCDC
  - 編曲：PCDC
5. Celebrate［3:24］
  - 作詞：PCDC
  - 作曲：PCDC
  - 編曲：PCDC
6. Grand Prix［3:17］
  - 作詞：Hwa Im-hyun (Flying Lab)、Serim、Allen
  - 作曲：Gabriel Brandes、Chris Meyer、Ludwig Lindell
  - 編曲：Ludwig Lindell
7. Divin'［3:09］
  - 作詞：Shin Ki-hyun、Junji
  - 作曲：Shin Ki-hyun、Junji
  - 編曲：Shin Ki-hyun、Junji
8. Go Go［3:24］
  - 作詞：PCDC
  - 作曲：PCDC
  - 編曲：PCDC

合計時間24:54